# Harry Olsson (gångare)
Harry Olsson, född 1 november 1908, död 1985, var en svensk friidrottare med gång som huvudgren. Under sin aktiva tid satte Olsson flera svenska rekord och 1 världsrekord.

## Meriter
Harry Olsson tävlade för Idrottsklubben Distanssällskapet Varberg-Göteborg (DSVG), och senare för IFK Göteborg, han tävlade främst i gång 25 km, men även i andra distanser (10 km, 20 km, 30 km och 50 km). Till vardags arbetade han som ledningsreparatör vid Göteborgs spårvägar.
Olsson tog sin första svenska mästartitel 1939, han blev flerfaldig svensk mästare i gång 25 km (1939, 1941, 1942, 1943, 1944 och 1946) och gång 50 km (1943, 1945 och 1946).
1941 deltog Olsson i Grand Prix de 1’Europé i schweiziska Lausanne där han tog guldmedalj i gång 35 km.
1942 satte Olsson även inofficiellt världsrekord i gång 50 km med tiden 4 tim 30,27.5 min, samma år tilldelades han Svenska Gång- och Vandrarförbundets hederstecken.
1943 vann Olsson ett tävlingslopp på 30 km med tiden 2 tim, 28,57.4 min vid tävlingar i Borås den 15 augusti. Segertiden var både Europa-rekord och officiellt Världsrekord i grenen.
1946 deltog Olsson vid EM i Oslo 1946 i gång 50 km, dock utan att fullfölja tävlingen.